# لاكومب (البرتا)

مقاطعة البرتا

لاكومب (بالإنجليزية: Lacombe)‏ بلدة كندية في مقاطعة ألبرتا.

## جغرافيتها
تبلغ مساحتها 18.24 كلم2 وعدد سكانها بحسب إحصائية سنة 2006 حوالي 10,742 نسمة بكثافة 643 نسمة/كلم2. وإحداثياتها هي 52.46833°N 113.7369°W.

## المناخ
يظهر الجدول التالي التغييرات المناخية على مدار السنة للاكومب:
| البيانات المناخية لـلاكومب        | البيانات المناخية لـلاكومب | البيانات المناخية لـلاكومب | البيانات المناخية لـلاكومب | البيانات المناخية لـلاكومب | البيانات المناخية لـلاكومب | البيانات المناخية لـلاكومب | البيانات المناخية لـلاكومب | البيانات المناخية لـلاكومب | البيانات المناخية لـلاكومب | البيانات المناخية لـلاكومب | البيانات المناخية لـلاكومب | البيانات المناخية لـلاكومب | البيانات المناخية لـلاكومب |
| الشهر                             | يناير                      | فبراير                     | مارس                       | أبريل                      | مايو                       | يونيو                      | يوليو                      | أغسطس                      | سبتمبر                     | أكتوبر                     | نوفمبر                     | ديسمبر                     | المعدل السنوي              |
| --------------------------------- | -------------------------- | -------------------------- | -------------------------- | -------------------------- | -------------------------- | -------------------------- | -------------------------- | -------------------------- | -------------------------- | -------------------------- | -------------------------- | -------------------------- | -------------------------- |
| الدرجة القصوى °م (°ف)             | 15.6 (60.1)                | 18 (64)                    | 20.6 (69.1)                | 30.6 (87.1)                | 33.3 (91.9)                | 37.8 (100.0)               | 38.3 (100.9)               | 36.7 (98.1)                | 35 (95)                    | 32.2 (90.0)                | 23.3 (73.9)                | 17.8 (64.0)                | 38.3 (100.9)               |
| متوسط درجة الحرارة الكبرى °م (°ف) | −6.7 (19.9)                | −4.3 (24.3)                | 2.1 (35.8)                 | 10.9 (51.6)                | 17.1 (62.8)                | 20.4 (68.7)                | 22 (72)                    | 21.6 (70.9)                | 16.6 (61.9)                | 11.4 (52.5)                | 0.5 (32.9)                 | −5.5 (22.1)                | 8.8 (47.8)                 |
| المتوسط اليومي °م (°ف)            | −12.3 (9.9)                | −10.2 (13.6)               | −3.8 (25.2)                | 4.3 (39.7)                 | 10.1 (50.2)                | 13.9 (57.0)                | 15.4 (59.7)                | 14.7 (58.5)                | 9.8 (49.6)                 | 4.5 (40.1)                 | −4.9 (23.2)                | −11 (12)                   | 2.6 (36.7)                 |
| متوسط درجة الحرارة الصغرى °م (°ف) | −17.9 (−0.2)               | −16 (3)                    | −9.6 (14.7)                | −2.3 (27.9)                | 3.1 (37.6)                 | 7.2 (45.0)                 | 8.8 (47.8)                 | 7.8 (46.0)                 | 3 (37)                     | −2.5 (27.5)                | −10.3 (13.5)               | −16.4 (2.5)                | −3.8 (25.2)                |
| أدنى درجة حرارة °م (°ف)           | −48.9 (−56.0)              | −45 (−49)                  | −41.1 (−42.0)              | −32.2 (−26.0)              | −12.2 (10.0)               | −5.6 (21.9)                | −1.1 (30.0)                | −5.5 (22.1)                | −14.4 (6.1)                | −26.5 (−15.7)              | −37.5 (−35.5)              | −49.4 (−56.9)              | −49.4 (−56.9)              |
| الهطول مم (إنش)                   | 17.5 (0.69)                | 10.8 (0.43)                | 12.8 (0.50)                | 21 (0.8)                   | 55.6 (2.19)                | 75.7 (2.98)                | 89.4 (3.52)                | 70.8 (2.79)                | 47.3 (1.86)                | 16.6 (0.65)                | 14 (0.6)                   | 14.5 (0.57)                | 446 (17.6)                 |
| المصدر: Environment Canada        |                            |                            |                            |                            |                            |                            |                            |                            |                            |                            |                            |                            |                            |

## أعلام
- تيري جونز
- لاري ميكي
- لينوكس غرافتون
- ألان ديفيز
- ستيف كارليل